# Kate Markgraf
Kate Markgraf, pierw. Kathryn Michele Sobrero (23 sierpnia 1976) – amerykańska piłkarka grająca na pozycji obrońcy. W reprezentacji Stanów Zjednoczonych zadebiutowała w 1998 w meczu przeciwko Argentynie. Rok później była najmłodszą zawodniczką drużyny, która sięgnęła po mistrzostwo świata.
- mistrzyni świata z Mistrzostwa Świata 1999 w USA
- srebrna medalistka Letnich Igrzysk Olimpijskich 2000 w Sydney.
- brązowa medalistka Mistrzostw Świata 2003 w USA
- złota medalistka Letnich Igrzysk Olimpijskich 2004 w Atenach.
- brązowa medalistka Mistrzostw Świata 2007 w Chinach
- złota medalistka Letnich Igrzysk Olimpijskich 2008 w Pekinie